# بندر ماهیگیری کورنگی
بندر ماهیگیری کورنگی (به انگلیسی Korangi) در منطقه مالیر کراچی پاکستان قرار دارد؛ که بوسیلهٔ وزارت امور دریایی فدرال پاکستان اداره می‌شود. هدفی که از تأسیس این بندر وجود دارد، بهره‌برداری از منابع دریایی فراتر از مرزهای استانی با عمق بیش از بیست مایل است.